# Aeroportul Sibiti
Aeroportul Sibiti (IATA: SIB, ICAO: FCBS) este un aeroport din Departamentul Lékoumou, Republica Congo ce deservește zona Sibiti. A fost numit după zona deservită.
Situat la o altitudine de 530 m, aeroportul dispune de o singură pistă.